# 서울대학교 사범대학 부설여자중학교
서울대학교 사범대학 부설여자중학교(서울大學校 師範大學 附設女子中學校)는 대한민국 서울특별시 종로구 이화동에 있는 국립 중학교이다.

## 학교 연혁
- 1946년 9월 1일 : 국립 서울대학교사범대학부속중학교 개교
- 1969년 3월 1일 : 서울대학교사범대학부속여자중학교로 분리
- 1969년 3월 5일 : 초대 이풍기 교장 취임
- 1970년 1월 28일 : 제1회 졸업식 거행
- 1975년 6월 5일 : 을지로 교사로부터 현 동숭동 교사로 이전
- 1987년 7월 1일 : 신축 교사 준공
- 1989년 10월 29일 : 과학관 준공
- 2001년 3월 1일 : 서울대학교사범대학부설여자중학교로 개명
- 2008년 4월 15일 : 학교 식당 준공 및 학교 급식 시작
- 2014년 1월 24일 : 국립대학법인서울대학교사범대학부설여자중학교 출범
- 2017년 3월 1일 : 제10대 이재엽 교장 취임
- 2018년 2월 9일 : 제49회 졸업식 (172명 졸업, 졸업생 누계 18,927명)
- 2022년 10월 14일 : 체능관 재건축 준공식
- 2023년 1월 11일 : 제54회 졸업식 (136명 졸업, 졸업생 누계 19,643명)
- 2024년 3월 1일 : 제11대 장윤선 교장 취임
- 2025년 1월 8일 : 제56회 졸업식 (98명 졸업, 졸업생 누계 19,866명)

## 참고 자료
- 서울대학교 사범대학 부설여자중학교 - 한국교육학술정보원 학교알리미